# Tempora

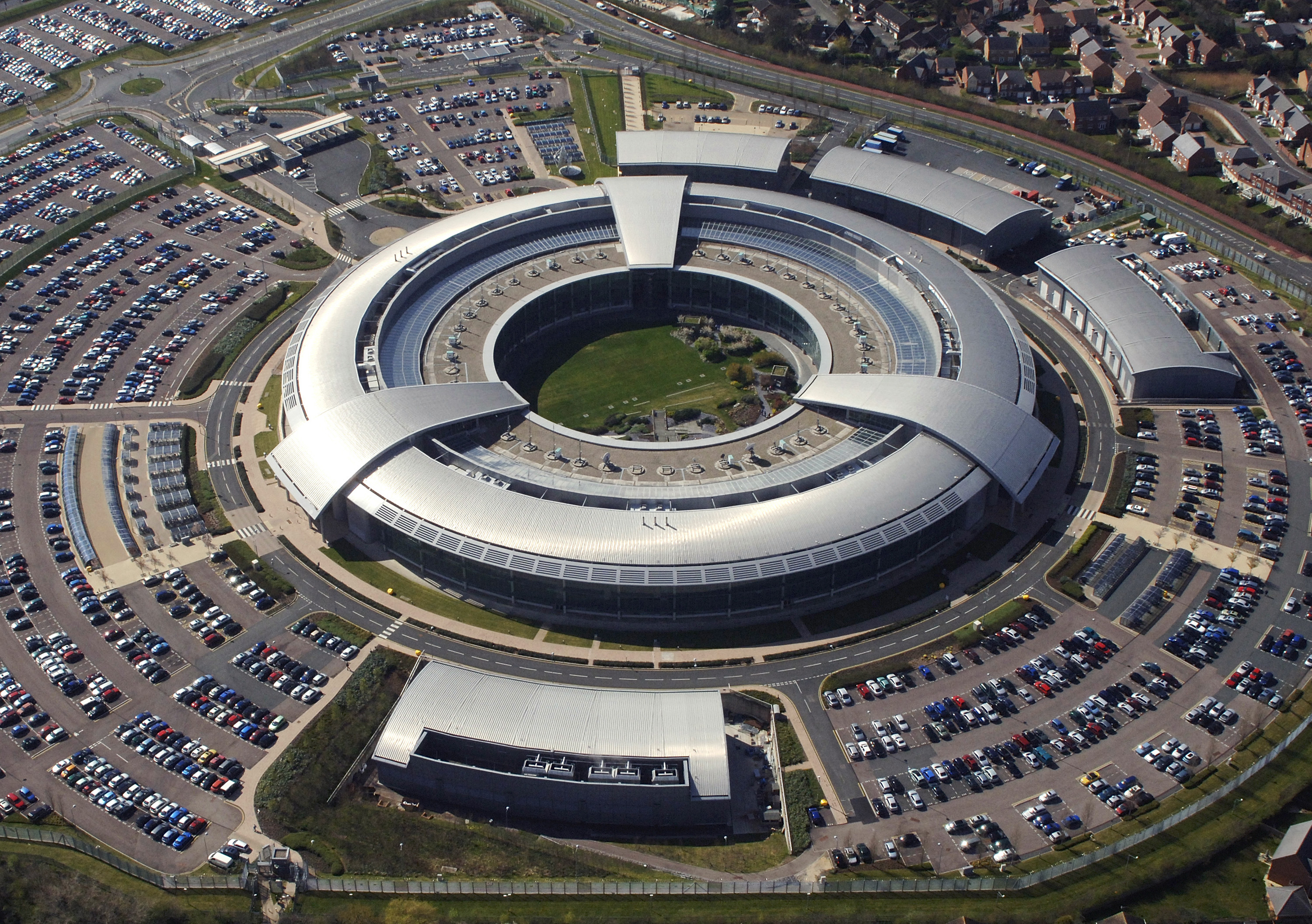
Sede do GCHQ, Reino Unido

Tempora é um programa de vigilância eletrônica altamente secreto mantido pelo Government Communications Headquarters (GCHQ) do Reino Unido. Segundo seu delator, Edward Snowden, este programa é ainda mais abrangente e agressivo do que o PRISM, um programa de vigilância eletrônica mantido pela agência de segurança nacional (NSA) dos Estados Unidos desde 2007.
Tempora usa interceptações nos cabos de fibra óptica que compõem a espinha dorsal da internet para ter acesso a grandes quantidades de dados pessoais dos usuários de internet.

## Componentes do programa de vigilância Tempora
O programa Tempora tem dois componentes:
- o programa Dominando a Internet.[4]
- o programa Exploração Global das Telecomunicações.[5]

## Cooperação Internacional

### Canadá
Em 30 de abril de 2007, John Adams, chefe da agência de inteligência canadense equivalente a NSA, o CSEC do Canadá, disse ao Parlamento do Canadá sobre os planos dos Cinco Olhos para dominar a Internet em cooperação com a NSA e outros aliados:
"Queremos dominar a Internet. Esse é um desafio que nem uma instituição, sejamos nos ou a NSA, pode administrar por conta própria. Vamos tentar fazer isso em conjunto com os nossos aliados. John Adams"

## Ver Também
- Exploração Global das Telecomunicações
- Dominando a Internet
- Cinco Olhos
- Revelações da Vigilância global (2013-Presente)
- FLYING PIG
- Operações de acesso adaptado (TAO) NSA
- MYSTIC
- Vigilância de Computadores e Redes
- Operações de Fonte Especial(SSO)
- CALEA